# Luisa Ferida
Luisa Manfrini Farne, dite Luisa Ferida (née le 18 mars 1914 à Castel San Pietro Terme, dans la province de Bologne et morte le 30 avril 1945 à Milan) est une actrice italienne.

## Biographie
Luisa Ferida débute à l'écran en 1935 dans Freccia d'oro de Corrado D'Errico. Actrice d'une rare beauté et dotée d'un fort tempérament dramatique, elle devient, entre 1935 et 1945, l'une des artistes féminines les plus marquantes du cinéma italien.
Accusée de collaboration avec la République de Salò, créée par Benito Mussolini, elle est fusillée, enceinte, en 1945, par des membres de la Résistance italienne, en compagnie de son époux, l'acteur Osvaldo Valenti. Le réalisateur Marco Tullio Giordana leur a consacré un film biographique, Une histoire italienne (Sanguepazzo) en 2008.
Osvaldo Valenti et Luisa Ferida sont enterrés au Campo X du Cimitero Maggiore de Milan dit « Cimitero di Musocco ».

## Filmographie partielle
- 1936 : Il re Burlone d'Enrico Guazzoni
- 1936 : Les Deux Sergents (I due sergenti) d'Enrico Guazzoni
- 1937 : La fossa degli angeli de Carlo Ludovico Bragaglia
- 1937 : I tre desideri de Giorgio Ferroni et Kurt Gerron
- 1938 : Il conte di Bréchard de Mario Bonnard
- 1938 : Il suo destino d'Enrico Guazzoni
- 1939 : Une aventure de Salvator Rosa (Un'avventura di Salvator Rosa) d'Alessandro Blasetti
- 1939 : Animali pazzi de Carlo Ludovico Bragaglia
- 1940 : La fiancée de Portici (it) (La fanciulla di Portici) de Mario Bonnard
- 1941 : La Couronne de fer (La corona di ferro) d'Alessandro Blasetti
- 1941 : Noces de sang (Nozze di sangue) de Goffredo Alessandrini
- 1942 : La Farce tragique (La cena delle beffe) d'Alessandro Blasetti
- 1942 : Gelosia de Ferdinando Maria Poggioli
- 1942 : I cavalieri del deserto d'Osvaldo Valenti et Gino Talamo (film inachevé)
- 1942 : Phares dans le brouillard (Fari nella nebbia) de Gianni Franciolini
- 1942 : La Belle Endormie (La bella addormentata) de Luigi Chiarini
- 1943 : Tristi amori (it) de Carmine Gallone
- 1944 : La locandiera de Luigi Chiarini